# Col du Bonhomme (Alpi)
Il Col du Bonhomme (2.483 m s.l.m.) è un valico alpino francese tra l'Alta Savoia e la Savoia.

## Caratteristiche
Congiunge Les Contamines-Montjoie in Alta Savoia con Beaufort in Savoia.
Dal punto di vista orografico nelle Alpi Graie separa le Alpi del Monte Bianco ad oriente dalle Alpi del Beaufortain ad occidente.